# Günther Pagalies
Günther Pagalies (* 12. Juni 1940; † 11. August 2004 in Düsseldorf) war ein deutscher Unternehmer. Überregional bekannt wurde er durch den Düsseldorfer Karneval und als Präsident des Comitees Düsseldorfer Carneval.

## Leben und Wirken
Günther Pagalies gründete 1967 das Autohaus Pagalies, das er bis zu seinem Tod leitete.
Pagalies wirkte mehr als 30 Jahre im Düsseldorfer Karneval. Unter anderem war er Mitglied der Prinzengarde Düsseldorf und von 1990 bis 1994 deren Kommandant. Außerdem war er als Chefadjutant des Karnevalsprinzen, Prinzenbegleiter und Prinzenmacher aktiv. 1996 wurde er Präsident des Comitees Düsseldorfer Carneval (CC) und war dies bis 2004. Nach seinem gesundheitsbedingten Rücktritt von diesem Amt wurde er 2004 zum Ehrenpräsidenten ernannt.
Als Präsident des CC leitete er mehrfach die TV-Karnevalssitzungen des CC „Düsseldorf Helau“ in der ARD. sowie im WDR die Fernsehsitzung Alles unter einer Kappe und hat damit – über die traditionelle Übertragung des Rosenmontagszuges hinaus – den Düsseldorfer Karneval durch die Fernseh-Sitzung der ARD bundesweit bekannt gemacht. Im Jahr 1999 gehörte er zu den Gründungsmitgliedern der Ehrengarde der Stadt Düsseldorf. 2000 wurde sein Lied Do Kütt De Prinz vom Karneval auf der Kompilation Närrische Hits Aus Düsseldorf  beim Label WO-Records veröffentlicht.
Pagalies erhielt wegen seiner Nieren-Erkrankung einige Jahre vor seinem Tod eine Spenderniere von seiner Frau Dagmar Pagalies. Im Januar 2004 wurden ihm bei einer Herzoperation mehrere Bypässe gelegt, sodass er die erste Fernsehsitzung nicht moderieren konnte.
Pagalies verstarb am 11. August 2004 im Alter von 64 Jahren im Universitätsklinikum Düsseldorf.  Sein Grab befindet sich auf dem Nordfriedhof Düsseldorf.
Pagalies war in vierter Ehe verheiratet. Er hatte aus erster Ehe  zwei Söhne (Zwillinge), wovon ein Sohn das Autohaus Pagalies bis zur Insolvenz im Jahr 2016 weiterführte, aus dritter und vierter  Ehe  je eine Tochter.

## Weblink
- Günther Pagalies im Interview. In: archiv-des-karnevals.de. Abgerufen am 12. April 2021.

## Belege
1. ↑  Friedhofsverwaltung Nordfriedhof Düsseldorf
2. ↑  Autohaus Pagalies Vertriebs- und Service GmbH. In: findglocal.com. Abgerufen am 12. April 2021.
3. 1 2  Nachruf bei avdk. Abgerufen am 12. April 2021.
4. 1 2  CC Präsidenten. In: helau.cc. Abgerufen am 12. April 2021.
5. ↑  Anke Kronemeyer: Kölner Band Brings kommt zu TV-Sitzung. In: rp-online.de. 5. Januar 2015, abgerufen am 12. April 2021: „Viele Jahre zuvor war der damalige CC-Präsident Günther Pagalies gesetzt für diesen Job. Auch zu den Zeiten, als noch an zwei Abenden aufgezeichnet wurde: eine Sendung für die ARD, eine für den WDR.“
6. ↑  Das Erste, Mittwoch, 6. Februar 2002, 20.15 - 23.00 Uhr, Düsseldorf Helau, Die große Prunksitzung des Comitee Düsseldorfer Carneval e.V. mit Günther Pagalies. In: presseportal.de. Abgerufen am 12. April 2021.
7. ↑  Die große Prunksitzung des Comitee Düsseldorfer Carneval. In: fernsehserien.de. Abgerufen am 12. April 2021.
8. 1 2  Insolvenz bei Frank Pagalies: Ehrengarde-Chef fährt Autohaus an die Wand. In: bild.de. 9. Mai 2016, abgerufen am 12. April 2021.
9. ↑  Die Gründungsgeschichte. In: ehrengarde-duesseldorf.de. Abgerufen am 12. April 2021.
10. ↑  Günther Pagalies. In: Disogs. Abgerufen am 13. April 2021.
11. 1 2 3  Fast 30 Jahre Karnevalistenkarriere: Günther Pagalies gestorben. In: rp-online.de. 12. August 2004, abgerufen am 12. April 2021.
12. ↑  CC-Chef kam von der Intensivstation: Gesucht: Ein Ersatzmann für Pagalies. In: rp-online.de. 31. Januar 2004, abgerufen am 12. April 2021.
13. ↑  Michael Laumen moderiert erste Fernsehsitzung: Heinzelmännchen für Pagalies. In: rp-online.de. 3. Februar 2004, abgerufen am 12. April 2021.

| Personendaten    | Personendaten             |
| ---------------- | ------------------------- |
| NAME             | Pagalies, Günther         |
| KURZBESCHREIBUNG | Karnevalist in Düsseldorf |
| GEBURTSDATUM     | 12. Juni 1940             |
| STERBEDATUM      | 11. August 2004           |
| STERBEORT        | Düsseldorf                |